# Sphingulini
Sphingulini zijn een geslachtengroep van vlinders uit de onderfamilie Smerinthinae van de familie pijlstaarten (Sphingidae).

## Geslachten en soorten
- Coenotes Rothschild & Jordan, 1903
  - Coenotes eremophilae (Lucas, 1891)
- Dolbina Staudinger, 1877
  - Dolbina elegans Bang-Haas, 1912
  - Dolbina exacta Staudinger, 1892
  - Dolbina grisea (Hampson, 1893)
  - Dolbina inexacta (Walker, 1856)
  - Dolbina krikkeni Roesler & Kuppers, 1975
  - Dolbina schnitzleri Cadiou, 1997
  - Dolbina tancrei Staudinger, 1887
- Hopliocnema Rothschild & Jordan, 1903
  - Hopliocnema brachycera (Lower, 1897)
- Kentrochrysalis Staudinger, 1887
  - Kentrochrysalis consimilis (Rothschild & Jordan, 1903)
  - Kentrochrysalis sieversi Alpheraky, 1897
  - Kentrochrysalis streckeri (Staudinger, 1880)
- Monarda Druce, 1896
  - Monarda oryx Druce, 1896
- Pentateucha Swinhoe, 1908
  - Pentateucha curiosa Swinhoe, 1908
  - Pentateucha inouei Owada & Brechlin, 1997
  - Pentateucha stueningi Owada & Kitching, 1997
- Sphingulus Staudinger, 1887
  - Sphingulus mus Staudinger, 1887
- Synoecha Rothschild & Jordan, 1903
  - Synoecha marmorata (Lucas, 1891)
- Tetrachroa Rothschild & Jordan, 1903
  - Tetrachroa edwardsi (Olliff, 1890)